# Heimbeirat
Der Heimbeirat ist ein Gremium, durch das die Bewohner eines Heimes für alte, pflegebedürftige oder behinderte Menschen in Angelegenheiten des Heimbetriebs mitwirken.

## Mitwirkung und Mitbestimmung
In einigen Bundesländern (Bayern, Nordrhein-Westfalen und Schleswig-Holstein) kann der Heimbeirat in ausgewählten Aufgabenbereichen sogar mitbestimmen. Es handelt sich dabei um eine kollektive Vertretung der Heimbewohner. Das Mitwirkungsrecht dieser Bewohnervertretung ist mehr als ein bloßes Mitspracherecht. Mitwirkung beinhaltet ein Mitsprache-, Informations- und Erörterungsrecht und besteht vor allem in Fragen der Unterkunft, der Betreuung, der Aufenthaltsbedingungen, der Heimordnung, der Verpflegung und der Freizeitgestaltung. Das bedeutet, dass die Bewohnervertretung in allen die Mitwirkung betreffenden Aufgabengebieten vor Entscheidungen des Leistungserbringers (Heimleitung oder Träger) zu informieren sind. Hinsichtlich der Bereiche, die in einigen Ländern sogar der stärkeren Mitbestimmung unterliegen, sind Stellungnahmen des Beirats zwingend in die Entscheidung des Leistungserbringers im Rahmen der Abwägung einzubeziehen.

## Wahl und Amtszeit
Der Heimbeirat wird von den Bewohnern des Heimes für eine Amtszeit von in der Regel 2 Jahren auf der Grundlage der die das Heimrecht regelnden Landesgesetze gewählt. In Einrichtungen der Eingliederungshilfe beträgt die Amtszeit 4 Jahre. Das Heimrecht fällt in Deutschland seit dem 1. September 2006 in die Gesetzgebungskompetenz der Länder. Viele Länder haben die früher bundeseinheitliche Bezeichnung Heimbeirat durch andere Bezeichnungen ersetzt.
Für die Zeit, in der ein Heimbeirat nicht gebildet werden kann, werden seine Aufgaben zumeist durch ein Gremium, das von Angehörigen der Bewohner gebildet wird, oder durch einen Bewohnerfürsprecher wahrgenommen.

## Aufgaben des Beirats
Die von den Bewohnern eines Heims gewählte Bewohnervertretung hat zahlreiche Aufgaben, die sich aus den Regelungen der einzelnen Landesheimgesetze ergeben. In der Regel finden sich die allgemeinen sowie konkret genannten Aufgaben und Mitwirkungsbefugnisse in den jeweiligen Landesheimgesetzen sowie den Durchführungsverordnungen (in Bayern Ausführungsverordnung) zur Mitwirkung. In Ländern, die noch keine Durchführungsverordnung zur Mitwirkung erlassen haben, gilt die vormalige Heimmitwirkungsverordnung zum vormaligen Bundes-Heimgesetz weiter.
Die Bewohnervertretung hat regelmäßig allgemein die Aufgabe
- Maßnahmen zu beantragen, die den Bewohnern dienen,
- Beschwerden und Anregungen weiterzugeben und zu verhandeln,
- neuen Bewohnern zu helfen, sich einzuleben.
- vor Ende der Amtszeit einen Wahlausschuss zu bilden und eine neue Wahl vorzubereiten,
- mindestens einmal jährlich eine Bewohnerversammlung durchzuführen und dort Bericht über die eigene Tätigkeit abzugeben,
- bei Maßnahmen zur Förderung der Qualität der Betreuung mitzuwirken,
- bei Maßnahmen mitzuarbeiten, die der Förderung der Selbstbestimmung der Bewohner dienen und die Teilhabe am Leben in der Gesellschaft betreffen.

Hinsichtlich der konkreten Aufgaben finden sich in den Durchführungsverordnungen der Länder zur Mitwirkung Aufgabenkataloge, die durchaus unterschiedliche Regelungsinhalte haben. Es ist daher immer das jeweilige Landesheimgesetz nebst Durchführungsverordnung anzuwenden. Regelmäßig umfasst die Mitwirkung jedoch folgende Befugnisse:
- Änderung der Kostensätze,
- Formulierung und Änderung der Musterverträge
- Gestaltung der Grundsätze von Unterkunft, Betreuung und Verpflegung,
- Planung und Durchführung von Veranstaltungen sowie der Alltags- und Freizeitgestaltung
- Aufstellung und Änderung der Hausordnung,
- Maßnahmen zur Vermeidung von Unfällen,
- wesentliche Veränderungen des Angebots,
- Zusammenschluss mit einer anderen Einrichtung,
- umfassende Baumaßnahmen und Instandsetzungsarbeiten,
- Maßnahmen der sozialen Betreuung und Teilhabe am Leben in der Gemeinschaft.

In den Bundesländern Bayern, Nordrhein-Westfalen und Schleswig-Holstein, die der Bewohnervertretung neben der Mitwirkung auch Mitbestimmungsbefugnisse aufgegeben haben, unterliegen der Mitbestimmung regelmäßig
- die Grundsätze der Aufstellung der Verpflegungsplanung,
- die Planung und Durchführung von Veranstaltungen zur Freizeitgestaltung,
- die Gestaltung der Hausordnung.

## Entstehung
Eingeführt wurde der Heimbeirat mit dem Pflegeversicherungsgesetz 1994. § 85 Absatz 3 Satz 2, letzter Halbsatz SGB XI lautet: „es (das Pflegeheim) hat außerdem die schriftliche Stellungnahme der nach heimrechtlichen Vorschriften vorgesehenen Interessenvertretung der Bewohnerinnen und Bewohner beizufügen.“ Diese Vorschrift garantiert, dass in jeder Einrichtung das entsprechende Bewohnergremium in der Einrichtung gewählt wird. Das Pflegeversicherungsgesetz wurde 12 Jahre lang vor der Verabschiedung intensiv diskutiert. Die Pflegekassen wurden als neuer Zweig in der Sozialversicherung neu eingeführt. Der Pflegemarkt wurde für Private Anbieter geöffnet. Der zitierte Halbsatz wurde als mögliches Korrektiv in der Heimentgeltfindung eingeführt. Im Bundessozialgerichtsurteil vom 26. September 2019 -B 3P 1/18 wurde zum ersten Mal die notwendige Mitwirkung des Bewohnerbeirates höchstrichterlich angemahnt.
| Land                   | Mitwirkungsorgan                          | Rechtliche Grundlage                                        |
| ---------------------- | ----------------------------------------- | ----------------------------------------------------------- |
| Baden-Württemberg      | Heimbeirat                                | § 5 Heimgesetz für Baden-Württemberg                        |
| Bayern                 | Bewohnervertretung                        | Artikel 9 Pflege- und Wohnqualitätsgesetz                   |
| Berlin                 | Bewohnerbeirat                            | § 9 Wohnteilhabegesetz                                      |
| Brandenburg            | Bewohnerschaftsrat                        | § 16 Brandenburgisches Pflege- und Betreuungswohngesetz     |
| Bremen                 | Bewohnerinnen- und Bewohnervertretung     | § 10 Bremisches Wohn- und Betreuungswohngesetz              |
| Hamburg                | Wohnbeirat                                | § 13 Hamburgisches Wohn- und Betreuungsqualitätsgesetz      |
| Hessen                 | Einrichtungsbeirat                        | § 6 Hessisches Gesetz über Betreuungs- und Pflegeleistungen |
| Mecklenburg-Vorpommern | Bewohnervertretung                        | § 7 Einrichtungenqualitätsgesetz                            |
| Niedersachsen          | Bewohnervertretung                        | § 4 Niedersächsisches Heimgesetz                            |
| Nordrhein-Westfalen    | Beirat                                    | § 22 Wohn- und Teilhabegesetz                               |
| Rheinland-Pfalz        | Vertretung der Bewohnerinnen und Bewohner | § 9 Landesgesetz über Wohnformen und Teilhabe               |
| Saarland               | Bewohnervertretung                        | § 9 Landesheimgesetz Saarland                               |
| Sachsen                | Bewohnervertretung                        | § 8 Sächsisches Betreuungs- und Wohnqualitätsgesetz         |
| Sachsen-Anhalt         | Bewohnerbeirat                            | § 9 Wohn- und Teilhabegesetz                                |
| Schleswig-Holstein     | Beirat                                    | § 16 Selbstbestimmungsstärkungsgesetz                       |
| Thüringen              | Bewohnerbeirat                            | § 7 Thüringer Gesetz über betreute Wohnformen und Teilhabe  |